# Chino (película de 1973)
Chino (italiano : Valdez, il mezzosangue, inglés: Valdez the Half Breed, Argentina: Los caballos de Valdez, España: Caballos salvajes) es una película del oeste de 1973 protagonizada por Charles Bronson, Jill Ireland, Marcel Bozzuffi y Vincent Van Patten. El título original en inglés que se muestra al comienzo de la película era The Valdez Horses, el mismo que la novela de 1967 de Lee Hoffman en la que se basa la película. Hoffman recibió el premio Spur de escritores occidentales de América de 1967.
Fue una coproducción ítalo-hispano-francesa rodada en España con financiamiento italiano y francés.

## Trama
Chino Valdez (Charles Bronson), mestizo mexicano, es un orgulloso criador de caballos mustang salvajes, cuya vida sufre un cambio cuando un muchacho (Vincent Van Patten) aparece en su puerta en busca de comida, refugio y trabajo. Se establece entre ambos una entrañable relación paterno filial. Más tarde, Chino se enamora de Catherine, la hermana de su vecino y enemigo Maral, lo cual ocasionará un enfrentamiento con este.

## Elenco
- Charles Bronson como Chino Valdez
- Jill Ireland como Catherine Maral
- Marcel Bozzuffi como Maral
- Vincent Van Patten como Jamie Wagner
- Fausto Tozzi como Cruz
- Ettore Manni como Sheriff
- Corrado Gaipa como Padre
- Melissa Chimenti como chica india

## Producción
El rodaje se hizo en Almería, Andalucía (España). Para interpretar a los personajes indios se contrató a gitanos españoles del lugar.
Fue la última película del director John Sturges, quien no quedó contento con la película terminada. Consideraba además que la elección de Jill Ireland fue un error fatal.
Seis meses después de terminada la película, el productor Dino De Laurentiis reunió a los actores y al equipo para volver a filmar e insertar nuevas escenas. Como Sturges ya no estaba disponible, se contrató al veterano director italiano Duilio Coletti para completar el trabajo. Como resultado, su nombre figuró como único director en algunas proyecciones en Alemania del este.
Chino fue la segunda de las cuatro colaboraciones entre De Laurentis y Charles Bronson. Las otras cuatro son La batalla de las Ardenas (1965), Los secretos de la Cosa Nostra (1972), América violenta (1973) y El desafío del búfalo blanco (1977).

## Recepción

### Respuesta crítica
La revista Time Out dijo sobre la película: "Bronson sufre del simbolismo galopante como Valdez, un mestizo mexicano domesticador de caballos salvajes que representa diferentes cosas para diferentes personas. En general, es el mustang, atrapado en un salvaje Oeste que está siendo domesticado y cercado por colonos blancos... A pesar de algunos momentos dudosos en los que uno realmente teme por la cooptación de Valdez por la bien mantenida fragilidad de Irlanda, la película mantiene su postura contradictoria hasta un final agridulce. Valdez se va, sin esposa, sin casa, pero en sus propios términos, y después de asegurarse de que si él no puede domar a los caballos salvajes, nadie más lo hará.